# Eleccions legislatives albaneses de 2021
Les eleccions legislatives albaneses de 2021 es van celebrar el 25 d'abril del 2021. En ella van estar en disputa els 140 escons de l'Assemblea de la República d'Albània, l'òrgan legislatiu unicameral del país.

## Antecedents
A les eleccions legislatives albaneses de 2017 el Partit Socialista d'Albània (PS), encapçalat pel primer ministre Edi Rama va aconseguir renovar el govern.

## Sistema electoral
Albània escull els 140 diputats a l'Assemblea de la República d'Albània, que tenen un mandat de quatre anys, per representació proporcional d'acord a la regla D'Hondt per a la distribució d'escons als partits, condicionat a una barrera electoral de l'1%. L'assignació de representants al parlament per cada un dels 12 districtes electorals, que corresponen a les regions administratives d'Albània, s'assigna d'acord a la quantitat de població al districte.

## Resultats
| 46,29% | ' |

| 46,29% | ' |

## Conseqüències
El Partit Socialista d'Albània (PS) va guanyar 74 dels 140 escons del parlament, cosa que va fer que Edi Rama fos reelegit com a primer ministre. L'aliança PD-AN, liderada pel Partit Democràtic d'Albània va augmentar la seva quota d'escons de 43 a 59 i els altres 9 dels 59 escons van ser per a partits més petits que es van presentar dins de la coalició del Partit Demòcrata.
El Partit Democràtic d'Albània es va dividir en diverses faccions fins que en juny de 2024 el Tribunal d'Apel·lacions va atorgar el logotip i les inicials oficials a Sali Berisha.